# Fårekyllinger
Fårekyllinger er en familie af insekter tilhørende gruppen græshopper. Der findes over 900 arter.
I Danmark fandtes markfårekyllingen tidligere på Bornholm, men regnes nu for uddød i landet. Husfårekyllingen er ikke naturligt hjemmehørende i Danmark, men er indslæbt og yngler indendørs i opvarmede rum. Den er kendt i Danmark siden slutningen af 1500-tallet.
Det dansk navn kommer af "fár" som er oldnordisk for "fare" og kylling som henviser til at fårekyllinger lyder som små kyllinger.